# Slíďák ostnonohý
Slíďák ostnonohý (Acantholycosa norvegica) je druh pavouka z čeledi slíďákovití. Má strakatou barvu, hlavohruď je černá s bílými skvrnami na okrajích, zadeček kombinuje černou, šedou a bílou barvu. Nohy dosahují značné délky a jsou porostlé řídkými dlouhými chloupky připomínajícími ostny, především pak tibie předního páru. Dorůstá velikosti 6 až 9 milimetrů (pouze tělo), přičemž samice (7,5 až 9 mm) jsou obvykle poněkud větší než samci. Tento druh nepřede pavučiny, ale loví na zemi různý drobný hmyz a členovce. Žije v palearktické oblasti. V České republice je relativně vzácný. Obývá především horské oblasti, ale dá se nalézt i v nižších nadmořských výškách. Jako biotop preferuje suťová pole. Při vyrušení zalézá pod kameny. Kokon má namodralou barvu. Dá se velmi snadno zaměnit za slíďáka dřevomilného (Acantholycosa lignaria), který nicméně preferuje jiná stanoviště.